# Rosenmund-von Braun-reactie
De Rosenmund-von Braun-reactie is een organische reactie waarbij een aryl-halogenide met koper(I)cyanide wordt omgezet naar een aryl-nitril:
De reactie werd vernoemd naar Karl Wilhelm Rosenmund die, samen met zijn doctoraatstudent Erich Struck, in 1914 ontdekte dat aryl-halogeniden met een waterige oplossing van alcoholen of kaliumcyanide en een katalytische hoeveelheid koper(I)cyanide bij 200°C reageren. De reactie leverde een carbonzuur op, maar geen nitril. Rosenmund vermoedde echter dat een intermediair wel een nitril was. Onafhankelijk van deze ontdekking verbeterden Alfred Pongratz en Julius von Braun deze reactie, door de reactieomstandigheden te wijzigen: ze gebruikten hogere temperaturen en geen oplosmiddel (zoals de alcoholen).